# Aomori
Aomori (青森市, Aomori-shi) és una ciutat del Japó, capital de la prefectura d'Aomori, situada al nord de la regió de Tōhoku, al nord de Honshu.

## Història
L'actual ciutat d'Aomori té ruïnes de període Jomon, i abans del període Edo fou el lloc del llogaret pesquer d'Utō (善知鳥村; Utō-mura). Al principi del període Edo, el 1624 (hi ha diverses opinions sobre l'any exacte), Utō va ser reanomenada com a Aomori, i el port d'Aomori va ser obert. La ciutat d'Aomori va ser fundada oficialment l'1 d'abril de 1898.

## Geografia

### Municipis circumdants
- Prefectura d'Aomori
  - Fujisaki
  - Goshogawara
  - Hirakawa
  - Hiranai
  - Itayanagi
  - Kuroishi
  - Shichinohe
  - Towada
  - Yomogita

## Demografia
Segons les dades del cens japonès, la població d'Aomori en els últims anys ha estat la següent:
| 1995    | 2000    | 2005    | 2010    | 2015    |
| ------- | ------- | ------- | ------- | ------- |
| 314.917 | 318.732 | 311.386 | 299.520 | 287.648 |

## Ciutats agermanades
- Kecskemét, Hongria – des d'agost de 1994
- Pyeongtaek, Corea del Sud – des de 1995
- Dalian, Xina – des de desembre de 2004
- Comtat de Hsinchu, Taiwan – des d'octubre de 2014

### Ciutat bessona
- Hakodate, Japó – des de 1989